# Trentham
Trentham – miasto w Australii, w stanie Wiktoria.